# Crocus ancyrensis
Crocus ancyrensis, uneori cunoscută sub numele de  brândușa din Ankara (în turcă: Ankara çiğdemi) este o specie de plantă înfloritoare în genul Crocus din familia Iridaceae, endemică în nordul și centrul Turciei. Aceasta a fost numită ancyrensis deoarece a fost descoperită pentru prima oară în Ankara care era cunoscută ca Ancyra în perioada clasică.
Planta înflorește frecvent între lunile februarie și aprilie la 1000-1600 m altitudine. De obicei, crește lângă pietre, tufișuri și pini. Cormul său, bogat în zahăr și amidon, este comestibil; cu toate acestea datorită asemănării cu Crocus Colchicum care este foarte toxică, consumul său este interzis.

## Galerie

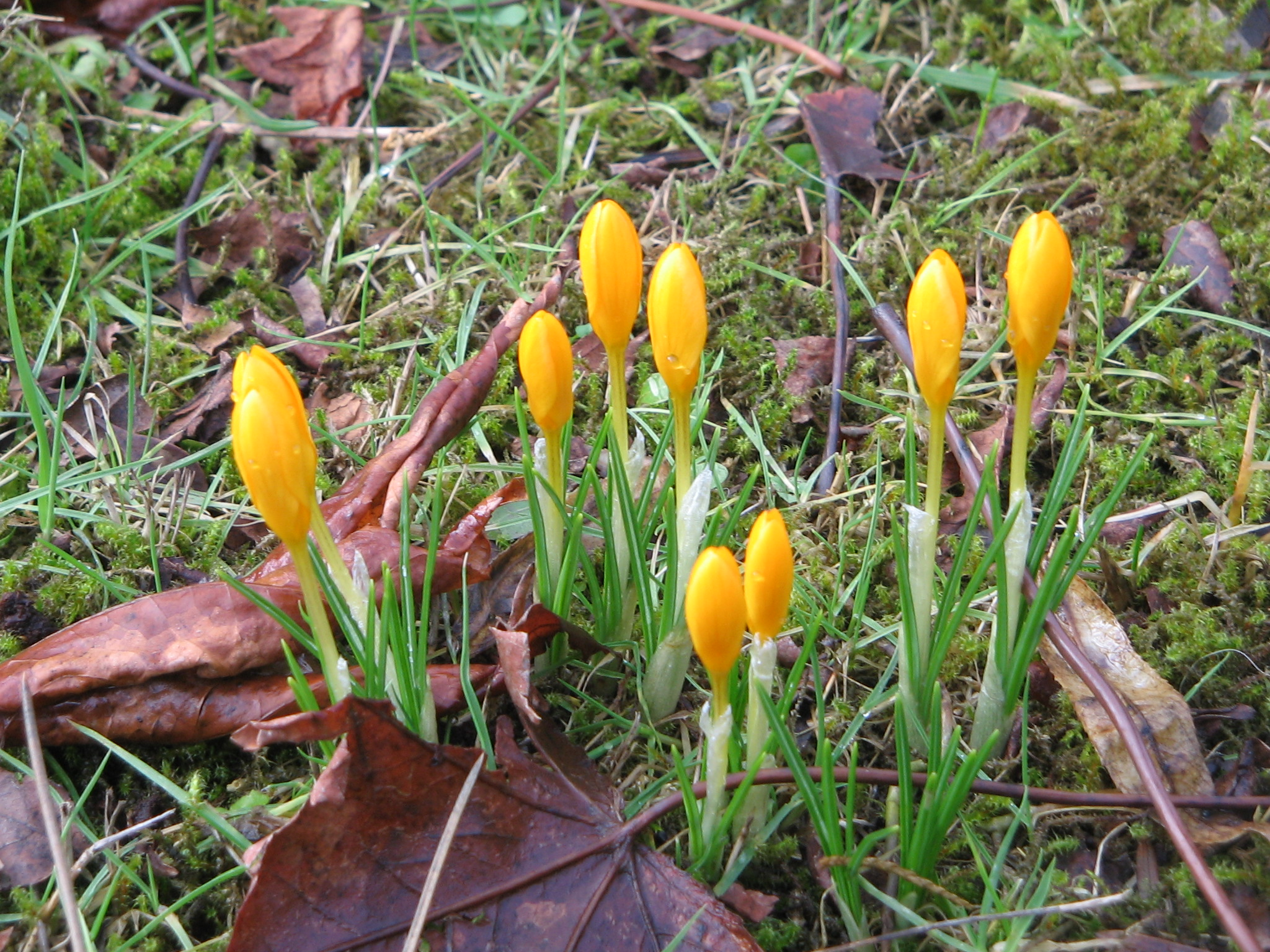
Muguri
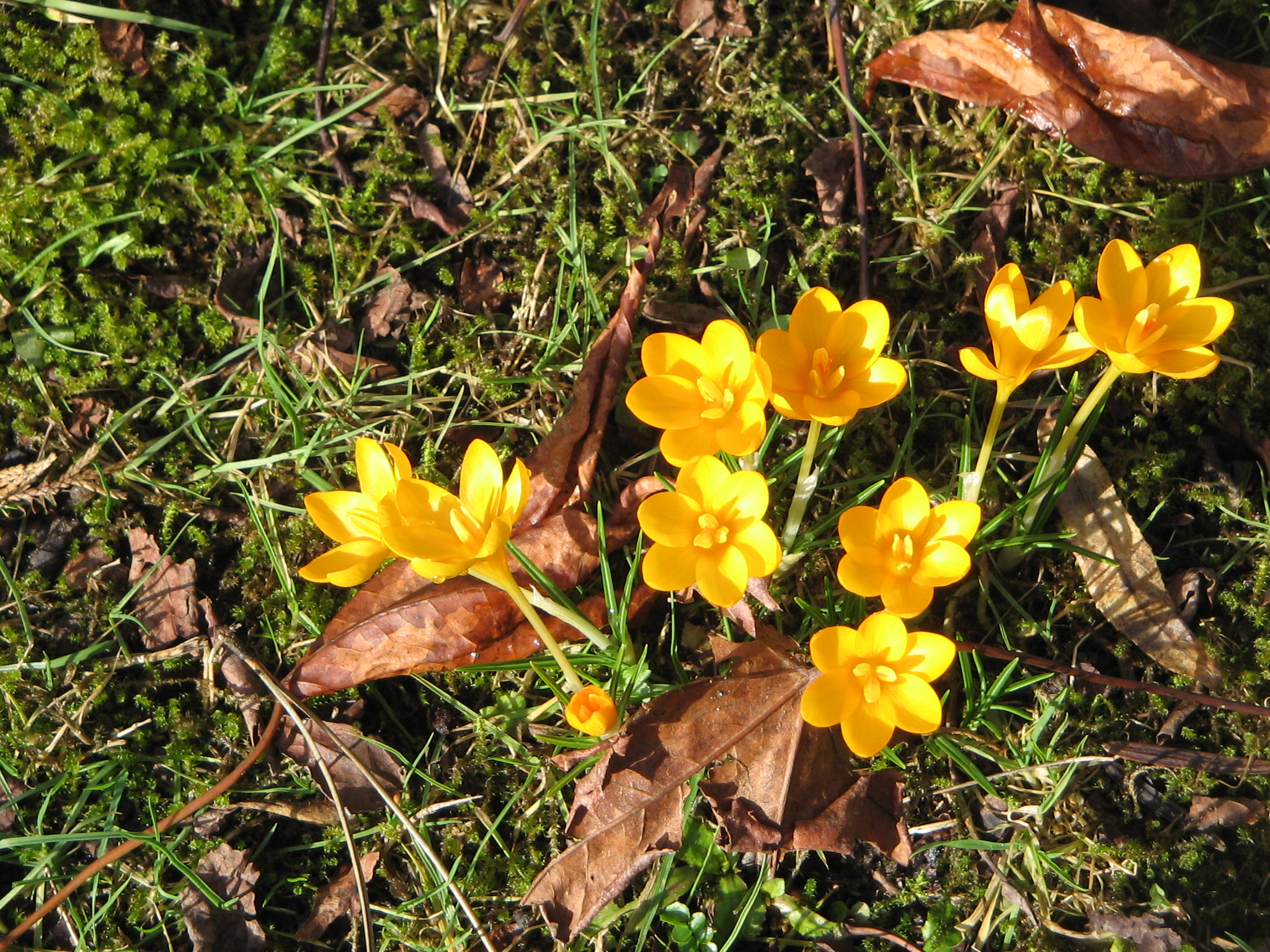
Plante care cresc în sălbăticie
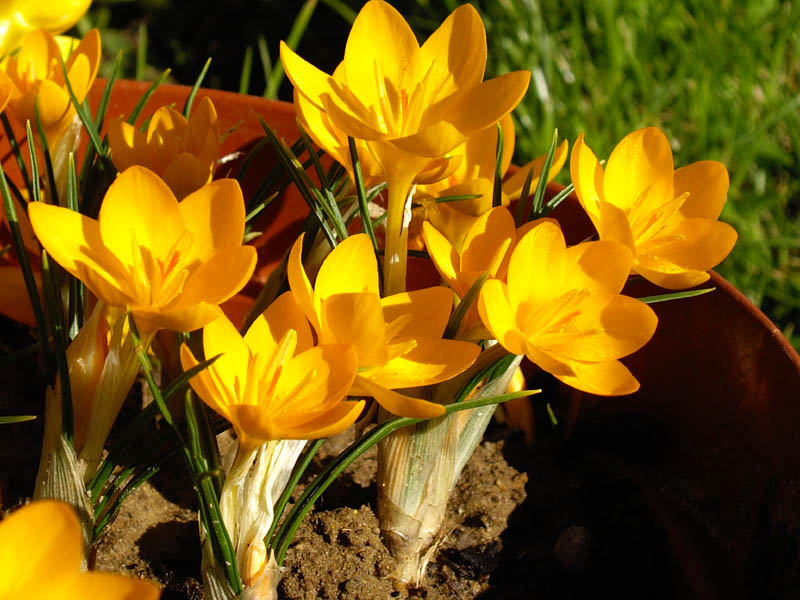
Plantele cultivate